# R Весов
R Весов (лат. R Librae) — одиночная переменная звезда в созвездии Весов на расстоянии (вычисленном из значения параллакса) приблизительно 7135 световых лет (около 2188 парсеков) от Солнца. Видимая звёздная величина звезды — от +15,9m до +9,8m.

## Характеристики
R Весов — красная пульсирующая переменная звезда, мирида (M) спектрального класса M5e. Эффективная температура — около 3500 К.